# Tre giorni di pioggia
Tre giorni di pioggia (Three Days of Rain) è un'opera teatrale del drammaturgo statunitense Richard Greenberg, portata al debutto a Costa Mesa nel 1997. La pièce, il cui titolo è ispirato da un verso di W.S. Merwin, è incentrata sulla lite di una coppia di amici di lunga data causata da questioni di eredità.

## Trama

### Atto I
Manhattan, 1995. Walker e la sorella Nan si incontrano in uno studio per dopo lungo tempo, dato che il fratello era sparito dopo la morte del padre, avvenuta qualche mese prima. Walker ha passato il tempo leggendo i diari del padre Ned Janeway per comprendere meglio il rapporto tra il genitore e il suo socio Theo Wexler, con cui aveva progettato la celebre "Janeway House". Il loro amico d'infanzia Pip, figlio di Theo, si reca da loro dopo che l'apertura del testamento di Ned ha rivelato che Janeway House è stata lasciata in eredità a lui e non ai figli di Janeway. Walker è furioso è accusa il vecchio amico di aver convinto il padre anziano e malato a farsi lasciare la casa, ma Pip nega e afferma di non comprendere le motivazioni della scelta di Ned.
La discussione degenera in una lite, durante la quale Pip insinua che Walker è innamorato di lui da quando erano adolescenti e, per ferire ulteriormente il figlio di Ned, gli rivela di avere avuto una relazione con Nan durante la loro giovinezza. Walker, umiliato e arrabbiato, lascia lo studio e Pip si sente in colpa. Dopo il ritorno di Walker i tre si mettono a leggere attentamente i diari di Ned per cercare di svelare il mistero e sono colpiti da alcune affermazioni misteriose che il defunto architetto aveva scritto: "3-5 aprile 1960. Tre giorni di pioggia". Walker intuisce che il padre si era preso i meriti del lavoro di Theo dopo la morte del padre di Pip nel 1969, ma Nan rifiuta questa interpretazione dei fatti e dice al fratello che Pip sarebbe disposto a vendergli la casa. Tuttavia, questa rivelazione scuote profondamente Walker, che decide di non voler avere nulla a che fare con "Janeway House" e brucia il diario del padre.

### Atto II
New York, 1960. Mentre Janeway House è ancora in progettazione, il vero carattere di Ned e Theo vengono alla luce. Ned non è il patriarca arcigno e taciturno conosciuto da Walker e Nan, ma un uomo timido e balbuziente che fatica a guardare negli occhi la gente, mentre Theo è un giovane carismatico e più intertessato alla faman che all'architettura di per sé. Ned è la mente creativa dei due, mentre Theo è troppo preso dalle violente discussioni con la fidanzata Lina. Mentre i due architetti progettano una casa per i genitori di Ned, egli scopre che Theo ha copiato il progetto di una casa già esistente e i due discutono animatamente. Theo lascia l'ufficio e decide di andare a lavorare da solo sul progetto.
Qualche giorno dopo Ned incontra Lina durante un acquazzone e i due si rifugiano nell'appartamento per ripararsi dalla pioggia. Lina si ferma a cena, durante la quale i due rivelano parti nascoste di loro stessi. Lina decide di andarsene prima di soccombere al fascino timido di Ned, ma prima di poterlo fare ascolta inavvertitamente l'architetto mentre cerca di convincere se stesso a rivelare alla donna i suoi sentimenti per lei. Lina lo confronta al riguardo e i due passano i tre giorni successivi a letto insieme. Tuttavia Theo ritorna prima del previsto e li scopre insieme nell'appartamento. Ned cerca di scusarsi con lui, ma Theo gli rivela di non essere imbarazzato dal tradimento di Lina, ma dal fatto di essere riuscito ad avere nessuna buona idea per Janeway House. Lina consola Ned e lo incoraggia e riversare tutte le sue emozioni sul progetto e l'architetto si siede alla sua scrivania e comincia a lavorare, lasciando così intendere che è lui e non Theo - come sospetterà Walker - la mentre dietro a Janeway House.

## Personaggi
Atto I
- Walter Janeway, figlio di Ned e Lina
- Nan Janeway, sua sorella
- Pip Wexler, figlio di Theo.

Atto II
- Ned Janeway, architetto. Interpretato dallo stesso attore che interpreta Walter.
- Theo Janeway, architetto. Interpretato dallo stesso attore che interpreta Pip.
- Lina, bella del Sud e fidanzata di Theo. Interpretata dalla stessa attrice che interpreta Nan.

## Storia delle rappresentazioni
Three Days of Rain debuttò al South Coast Repertory di Cosa Mesa nel 1997, diretto da Evan Yionoulis ed interpretato da John Slattery (Walker/Ned), Patricia Clarkson (Nan/Lina) e Jon Tenney (Pip/Theo). L'allestimento della Yonoulis fu riproposto al Manhattan Theatre Club dell'Off-Broadway dal 12 novembre dello stesso anno al 4 gennaio 1998; il cast rimase invariato, con l'eccezione di Bradley Whitford che rimpiazzò Tenney. La Yonoulis vinse l'Obie Award per la miglior regista, mentre l'opera ottenne una candidatura al Premio Pulitzer per la drammaturgia.
Successivamente, Tre giorni di pioggia ha goduto di messe in scena di altro profilo con attori celebri nel ruolo dei protagonisti. La prima londinese avvenne alla Donmar Warehouse nel 1999 con un cast composto da Colin Firth, David Morrissey ed Elizabeth McGovern, mentre nel 2006 la pièce fu proposta al Bernard B. Jacobs Theatre di Broadway con Julia Roberts (al suo debutto sulle scene newyorchesi), Paul Rudd e Bradley Cooper. Nel 2009 un nuovo allestimento londinese fu portato in scena all'Apollo Theatre per la regia di Jamie Lloyd e con un cast che annoverava James McAvoy, Nigel Harman e Lyndsey Marshal.

## Riconoscimenti
- 1998 - Candidatura per il Premio Pulitzer per la drammaturgia
- 2000 - Candidatura per il Laurence Olivier Award alla migliore nuova opera teatrale